# Zednické kladivo

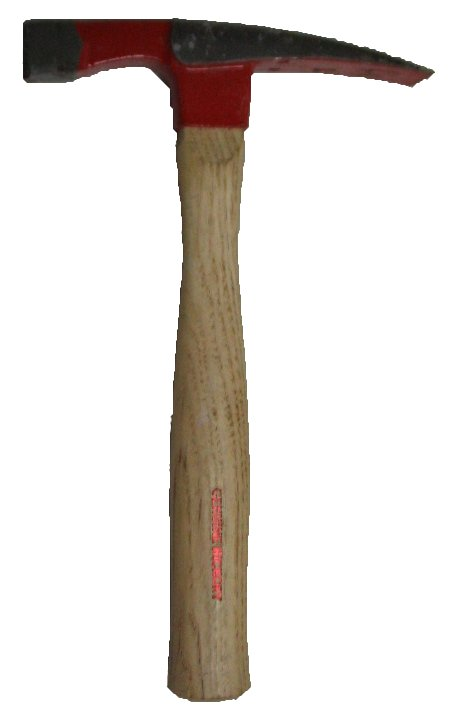
Zednické kladivo

Zednické kladivo je vedle zednické lžíce nezbytný nástroj hlavně při zdění zdiva z plných cihel. Slouží k přisekávání cihel kolmo i plošně do všech potřebných tvarů včetně klínovitých, i k podélnému dělení cihel.

## Popis
Zednické kladivo se svou váhou 0,65 kg patří mezi kladiva lehká. Uprostřed má kruhový, kuželový otvor o průměru 31 až 33 mm, a o výšce 28 mm. Násada je obvykle zhotovena na dřevosoustruhu, je kulatá o délce 300 mm a o průměru 28 mm. Nahoře má kuželově rozšířený konec. Násada se prostrčí shora otvorem, projde celou svojí délkou, až na konci její kužel dosedne do kuželového otvoru kladiva. Utáhne se zaklepnutím. Toto uchycení je samosvorné. To znamená, že čím více se s kladivem pracuje, tím více se kuželové uložení dotahuje. Když je potřeba odnést kladivo ke kováři, násada se obrátí nahoru a jde snadno z kladiva vyklepnout. Na jedné straně středového otvoru je jednostranné sekáčové ostří, které je skované k dolní základně a připomíná ostří dláta na dřevo. Má délku 85 mm, šíře 30 až 35 mm a kolmo protíná osu kladiva. Na druhé straně je čtyřhranná ploska o čtvercovém profilu 20x20mm a délce 65 mm. Tato ploska slouží jako kladivo k zatloukání fasádních skob a hřebíků. Ostří může být zhotoveno kováním v zápustce při hromadné výrobě nebo ručně vykované kovářem.